# Challenger de Guadalupe 2013
El torneo Orange Open Guadeloupe 2013 fue un torneo profesional de tenis. Perteneció al ATP Challenger Series 2013. Se disputó su 3ª edición sobre superficie dura, en Le Gosier, Guadalupe entre el 25 y el 31 de marzo de 2013.

## Jugadores participantes del cuadro de individuales

### Cabezas de serie
| País                       | Jugador            | Rank1 | Favorito |
| Bandera de Francia         | Benoît Paire       | 38    | 1        |
| Bandera de República Checa | Lukáš Rosol        | 64    | 2        |
| Bandera de Luxemburgo      | Gilles Müller      | 67    | 3        |
| Bandera de Eslovaquia      | Lukas Lacko        | 81    | 4        |
| Bandera de Ucrania         | Sergiy Stakhovsky  | 106   | 5        |
| Bandera de Alemania        | Matthias Bachinger | 109   | 6        |
| Bandera de Alemania        | Jan-Lennard Struff | 116   | 7        |
| Bandera de Francia         | Marc Gicquel       | 117   | 8        |
| -------------------------- | ------------------ | ----- | -------- |

- 1 Se ha tomado en cuenta el ranking del 18 de marzo de 2013.

### Otros participantes
Los siguientes jugadores recibieron una invitación (wild card), por lo tanto ingresan directamente al cuadro principal:
- Benoît Paire
- Calvin Hemery
- Julien Obry
- Kimmer Coppejans

Los siguientes jugadores ingresan al cuadro principal tras disputar el cuadro clasificatorio:
- Prakash Amritraj
- Roman Borvanov
- Gonzalo Lama
- John Peers

## Jugadores participantes en el cuadro de dobles

### Cabezas de serie
| País                      | Jugador         | País                 | Jugador                | Rank1 | Favorito |
| Bandera de Francia        | Benoît Paire    | Bandera de Francia   | Édouard Roger-Vasselin | 146   | 1        |
| Bandera de Alemania       | Philipp Marx    | Bandera de Rumania   | Florin Mergea          | 151   | 2        |
| Bandera del Reino Unido   | Jamie Murray    | Bandera de Australia | John Peers             | 156   | 3        |
| Bandera de Estados Unidos | James Cerretani | Bandera de Canadá    | Adil Shamasdin         | 169   | 4        |
| ------------------------- | --------------- | -------------------- | ---------------------- | ----- | -------- |

- 1 Se ha tomado en cuenta el ranking del 18 de marzo de 2013.

## Campeones

### Individual Masculino
- Benoît Paire   derrotó en la final a  Sergiy Stakhovsky por 6–4, 5–7, 6–4

### Dobles Masculino
- Dudi Sela /  Jimmy Wang  derrotaron en la final a  Philipp Marx /  Florin Mergea por 6–1, 6–2